# 羽叶泡花树
羽叶泡花树（学名：Meliosma pinnata）为清风藤科泡花树属下的一个种。高可达15米，树皮灰色或灰褐色。